# Grain
Grain - симметричный алгоритм синхронного потокового шифрования, ориентированный, в первую очередь на аппаратную реализацию. Шифр представлен на конкурсе eSTREAM в 2004 году Мартином Хеллом, Томасом Юханссоном и Вилли Мейером. Алгоритм стал одним из финалистов конкурса во втором профиле (аппаратно ориентированные шифры).

## Описание

Структура шифра Grain

Шифр состоит из трёх основных блоков: двух 80-битных регистров сдвига с обратной связью и выходной функции. Один из регистров обладает линейной функцией обратной связи (LFSR), второй регистр имеет нелинейную функцию обратной связи (NFSR). Внутреннее состояние шифра полностью определяется регистрами сдвига.

### Регистр сдвига с линейной обратной связью
Функция обратной связи данного регистра задаётся примитивным полиномом
{\displaystyle f(x)=1+x^{18}+x^{29}+x^{42}+x^{57}+x^{67}+x^{80}}
Если представить состояние регистра в виде {\displaystyle s_{i},s_{i+1},..,s_{i+79}}, то следующий младший (правый) бит будет задаваться соотношением 
```
 

  

    

      

        

          
s

          

            
i

            
+

            
80

          

        

        
=

        

          
s

          

            
i

            
+

            
62

          

        

        
+

        

          
s

          

            
i

            
+

            
51

          

        

        
+

        

          
s

          

            
i

            
+

            
38

          

        

        
+

        

          
s

          

            
i

            
+

            
23

          

        

        
+

        

          
s

          

            
i

            
+

            
13

          

        

        
+

        

          
s

          

            
i

          

        

      

    

    
{\displaystyle s_{i+80}=s_{i+62}+s_{i+51}+s_{i+38}+s_{i+23}+s_{i+13}+s_{i}}

  

```

### Регистр сдвига с нелинейной обратной связью
Функция обратной связи регистра с нелинейной обратной связью задаётся соотношением 
```
  

  

    

      

        
g

        
(

        
x

        
)

        
=

        
1

        
+

        

          
x

          

            
18

          

        

        
+

        

          
x

          

            
20

          

        

        
+

        

          
x

          

            
28

          

        

        
+

        

          
x

          

            
35

          

        

        
+

        

          
x

          

            
43

          

        

        
+

        

          
x

          

            
47

          

        

        
+

        

          
x

          

            
52

          

        

        
+

        

          
x

          

            
59

          

        

        
+

        

          
x

          

            
66

          

        

        
+

        

          
x

          

            
71

          

        

        
+

        

          
x

          

            
80

          

        

        
+

        

          
x

          

            
17

          

        

        

          
x

          

            
20

          

        

        
+

        

          
x

          

            
43

          

        

        

          
x

          

            
47

          

        

        
+

        

          
x

          

            
65

          

        

        

          
x

          

            
71

          

        

        
+

        

          
x

          

            
20

          

        

        

          
x

          

            
28

          

        

        

          
x

          

            
35

          

        

        
+

        

          
x

          

            
47

          

        

        

          
x

          

            
52

          

        

        

          
x

          

            
59

          

        

        
+

        

          
x

          

            
17

          

        

        

          
x

          

            
35

          

        

        

          
x

          

            
52

          

        

        

          
x

          

            
71

          

        

        
+

        

          
x

          

            
20

          

        

        

          
x

          

            
28

          

        

        

          
x

          

            
43

          

        

        

          
x

          

            
47

          

        

        
+

        

          
x

          

            
17

          

        

        

          
x

          

            
20

          

        

        

          
x

          

            
59

          

        

        

          
x

          

            
65

          

        

        
+

        

          
x

          

            
17

          

        

        

          
x

          

            
20

          

        

        

          
x

          

            
28

          

        

        

          
x

          

            
35

          

        

        

          
x

          

            
43

          

        

        
+

        

          
x

          

            
47

          

        

        

          
x

          

            
52

          

        

        

          
x

          

            
59

          

        

        

          
x

          

            
65

          

        

        

          
x

          

            
71

          

        

        
+

        

          
x

          

            
28

          

        

        

          
x

          

            
35

          

        

        

          
x

          

            
43

          

        

        

          
x

          

            
47

          

        

        

          
x

          

            
52

          

        

        

          
x

          

            
59

          

        

      

    

    
{\displaystyle g(x)=1+x^{18}+x^{20}+x^{28}+x^{35}+x^{43}+x^{47}+x^{52}+x^{59}+x^{66}+x^{71}+x^{80}+x^{17}x^{20}+x^{43}x^{47}+x^{65}x^{71}+x^{20}x^{28}x^{35}+x^{47}x^{52}x^{59}+x^{17}x^{35}x^{52}x^{71}+x^{20}x^{28}x^{43}x^{47}+x^{17}x^{20}x^{59}x^{65}+x^{17}x^{20}x^{28}x^{35}x^{43}+x^{47}x^{52}x^{59}x^{65}x^{71}+x^{28}x^{35}x^{43}x^{47}x^{52}x^{59}}

  

```

Для битов {\displaystyle b_{i}} регистра NLSR получается выражение 
```
  

  

    

      

        

          
b

          

            
i

            
+

            
80

          

        

        
=

        

          
s

          

            
i

          

        

        
+

        

          
b

          

            
i

            
+

            
62

          

        

        
+

        

          
b

          

            
i

            
+

            
60

          

        

        
+

        

          
b

          

            
i

            
+

            
52

          

        

        
+

        

          
b

          

            
i

            
+

            
45

          

        

        
+

        

          
b

          

            
i

            
+

            
37

          

        

        
+

        

          
b

          

            
i

            
+

            
33

          

        

        
+

        

          
b

          

            
i

            
+

            
28

          

        

        
+

        

          
b

          

            
i

            
+

            
21

          

        

        
+

        

          
b

          

            
i

            
+

            
14

          

        

        
+

        

          
b

          

            
i

            
+

            
9

          

        

        
+

        

          
b

          

            
i

          

        

        
+

        

          
b

          

            
i

            
+

            
63

          

        

        

          
b

          

            
i

            
+

            
60

          

        

        
+

        

          
b

          

            
i

            
+

            
37

          

        

        

          
b

          

            
i

            
+

            
33

          

        

        
+

        

          
b

          

            
i

            
+

            
15

          

        

        

          
b

          

            
i

            
+

            
9

          

        

        
+

        

          
b

          

            
i

            
+

            
60

          

        

        

          
b

          

            
i

            
+

            
52

          

        

        

          
b

          

            
i

            
+

            
45

          

        

        
+

        

          
b

          

            
i

            
+

            
33

          

        

        

          
b

          

            
i

            
+

            
28

          

        

        

          
b

          

            
i

            
+

            
21

          

        

        
+

        

          
b

          

            
i

            
+

            
63

          

        

        

          
b

          

            
i

            
+

            
45

          

        

        

          
b

          

            
i

            
+

            
28

          

        

        

          
b

          

            
i

            
+

            
9

          

        

        
+

        

          
b

          

            
i

            
+

            
60

          

        

        

          
b

          

            
i

            
+

            
52

          

        

        

          
b

          

            
i

            
+

            
37

          

        

        

          
b

          

            
i

            
+

            
33

          

        

        
+

        

          
b

          

            
i

            
+

            
63

          

        

        

          
b

          

            
i

            
+

            
60

          

        

        

          
b

          

            
i

            
+

            
21

          

        

        

          
b

          

            
i

            
+

            
15

          

        

        
+

        

          
b

          

            
i

            
+

            
63

          

        

        

          
b

          

            
i

            
+

            
60

          

        

        

          
b

          

            
i

            
+

            
52

          

        

        

          
b

          

            
i

            
+

            
45

          

        

        

          
b

          

            
i

            
+

            
37

          

        

        
+

        

          
b

          

            
i

            
+

            
33

          

        

        

          
b

          

            
i

            
+

            
28

          

        

        

          
b

          

            
i

            
+

            
21

          

        

        

          
b

          

            
i

            
+

            
15

          

        

        

          
b

          

            
i

            
+

            
9

          

        

        
+

        

          
b

          

            
i

            
+

            
52

          

        

        

          
b

          

            
i

            
+

            
45

          

        

        

          
b

          

            
i

            
+

            
37

          

        

        

          
b

          

            
i

            
+

            
33

          

        

        

          
b

          

            
i

            
+

            
28

          

        

        

          
b

          

            
i

            
+

            
21

          

        

      

    

    
{\displaystyle b_{i+80}=s_{i}+b_{i+62}+b_{i+60}+b_{i+52}+b_{i+45}+b_{i+37}+b_{i+33}+b_{i+28}+b_{i+21}+b_{i+14}+b_{i+9}+b_{i}+b_{i+63}b_{i+60}+b_{i+37}b_{i+33}+b_{i+15}b_{i+9}+b_{i+60}b_{i+52}b_{i+45}+b_{i+33}b_{i+28}b_{i+21}+b_{i+63}b_{i+45}b_{i+28}b_{i+9}+b_{i+60}b_{i+52}b_{i+37}b_{i+33}+b_{i+63}b_{i+60}b_{i+21}b_{i+15}+b_{i+63}b_{i+60}b_{i+52}b_{i+45}b_{i+37}+b_{i+33}b_{i+28}b_{i+21}b_{i+15}b_{i+9}+b_{i+52}b_{i+45}b_{i+37}b_{i+33}b_{i+28}b_{i+21}}

  

```

### Выходная функция
В качестве аргументов функция {\displaystyle h(x)} принимает значения битов из LFSR и NFSR:
```
 

  

    

      

        
h

        
(

        
x

        
)

        
=

        

          
x

          

            
1

          

        

        
+

        

          
x

          

            
4

          

        

        
+

        

          
x

          

            
0

          

        

        

          
x

          

            
3

          

        

        
+

        

          
x

          

            
2

          

        

        

          
x

          

            
3

          

        

        
+

        

          
x

          

            
3

          

        

        

          
x

          

            
4

          

        

        
+

        

          
x

          

            
0

          

        

        

          
x

          

            
1

          

        

        

          
x

          

            
2

          

        

        
+

        

          
x

          

            
0

          

        

        

          
x

          

            
2

          

        

        

          
x

          

            
3

          

        

        
+

        

          
x

          

            
0

          

        

        

          
x

          

            
2

          

        

        

          
x

          

            
4

          

        

        
+

        

          
x

          

            
1

          

        

        

          
x

          

            
2

          

        

        

          
x

          

            
4

          

        

        
+

        

          
x

          

            
2

          

        

        

          
x

          

            
3

          

        

        

          
x

          

            
4

          

        

      

    

    
{\displaystyle h(x)=x_{1}+x_{4}+x_{0}x_{3}+x_{2}x_{3}+x_{3}x_{4}+x_{0}x_{1}x_{2}+x_{0}x_{2}x_{3}+x_{0}x_{2}x_{4}+x_{1}x_{2}x_{4}+x_{2}x_{3}x_{4}}

  

```

где {\displaystyle x_{0},x_{1},x_{2},x_{3},x_{4}} равны соответственно {\displaystyle s_{i+3},s_{i+25},s_{i+46},s_{i+64},b_{i+63}}
В результате на выход поступает
```
 

  

    

      

        

          
z

          

            
i

          

        

        
=

        

          
∑

          

            
k

            
∈

            
A

          

        

        

          
b

          

            
i

            
+

            
k

          

        

        
+

        
h

        
(

        

          
s

          

            
i

            
+

            
3

          

        

        
,

        

          
s

          

            
i

            
+

            
25

          

        

        
,

        

          
s

          

            
i

            
+

            
46

          

        

        
,

        

          
s

          

            
i

            
+

            
64

          

        

        
,

        

          
b

          

            
i

            
+

            
63

          

        

        
)

        
,

        
A

        
=

        
{

        
1

        
,

        
2

        
,

        
4

        
,

        
10

        
,

        
31

        
,

        
43

        
,

        
56

        
}

      

    

    
{\displaystyle z_{i}=\sum _{k\in A}b_{i+k}+h(s_{i+3},s_{i+25},s_{i+46},s_{i+64},b_{i+63}),A=\{1,2,4,10,31,43,56\}}

  

```

### Инициализация состояния

Инициализация состояния

Шифр принимает на вход 80-битный ключ (secret key) и 64-битный вектор инициализации (initialization vector).
Перед тем как начать генерировать ключевой поток (keystream), шифр должен инициализировать своё состояние. 

Пусть {\displaystyle K=K_{0},..,K_{79}} и {\displaystyle IV=IV_{0},..,IV_{63}}. Можно выделить следующие этапы инициализации состояния: 

```
1. Загрузка битов ключа 

  

    

      

        
K

      

    

    
{\displaystyle K}

  

 в NFSR, 

  

    

      

        

          
b

          

            
i

          

        

        
=

        

          
K

          

            
i

          

        

        
,

        
0

        
≤

        
i

        
≤

        
79

      

    

    
{\displaystyle b_{i}=K_{i},0\leq i\leq 79}

  

2. Загрузка 

  

    

      

        
I

        
V

      

    

    
{\displaystyle IV}

  

 в LFSR, 

  

    

      

        

          
s

          

            
i

          

        

        
=

        
I

        

          
V

          

            
i

          

        

        
,

        
0

        
≤

        
i

        
≤

        
63

      

    

    
{\displaystyle s_{i}=IV_{i},0\leq i\leq 63}

  

3. Заполнение оставшихся битов LFSR единицами, 

  

    

      

        

          
s

          

            
i

          

        

        
=

        
1

        
,

        
64

        
≤

        
i

        
≤

        
79

      

    

    
{\displaystyle s_{i}=1,64\leq i\leq 79}

  

```

После этого шифр 160 тактов работает без выдачи ключевого потока, но результат работы шифра подаётся на вход NFSR и LFSR.

## Производительность

Ускорение шифрования

В случае когда аппаратная платформа не ограничена в ресурсах, то шифр позволяет достаточно просто увеличить скорость шифрования. Т.к. оба регистра каждый такт сдвигаются на 1 бит, то если просто реализовать несколько раз ({\displaystyle N}) функции обратной связи {\displaystyle f(x)} и {\displaystyle g(x)} и выходную функцию {\displaystyle h(x)}, то скорость шифрования можно увеличить в {\displaystyle N} раз, при этом регистры сдвига за каждый такт также должны сдвигаться на {\displaystyle N} бит. Младшие 15 бит регистров сдвига не используются в функциях обратной связи и поэтому {\displaystyle N} может принимать значения от 1 до 16. 

Т.к. при инициализации состояния шифр должен отработать 160 тактов, то это накладывает некоторые ограничения на значение {\displaystyle N}, {\displaystyle i=160/N} должно быть целым числом.

## Безопасность
Еще в версии 0.0 авторы заявляли, что шифр разработан таким образом, что невозможна атака быстрее, чем полный перебор ключей. Таким образом, лучшая атака должна иметь сложность порядка 280.
В спецификации версии 0.0 Grain  авторы утверждали: "Grain предоставляет большую надёжность, чем некоторые другие известные аппаратно ориентированные шифры. Хорошо известными примерами таких шифров является E0, используемый в Bluetooth, и A5/1, используемый в GSM. Хотя эти шифры просты в реализации, доказано, что они очень ненадёжны. По сравнению с E0 и A5/1, Grain предоставляет большую надёжность, сохраняя простоту реализации".
В версии 0.0 был обнаружен ряд серьёзных уязвимостей, поэтому в обновлённой версии 1.0 , у шифра немного изменилась выходная функция и функция обратной связи у регистра с нелинейтой обратной функцией (NFSR). После этого, с октября 2006 года не известно ни об одной атаке против Grain версии 1.0 быстрее, чем полный перебор. Однако, в сентябре 2006 года была опубликована попытка атаки на ключ. В статье утверждается: "мы нашли связанные ключи и начальные значения в Grain, для любой пары(K,IV) с вероятностью 1/22 существует связанная пара (K’,IV’) которая генерирует ключевой поток сдвинутый на 1 бит. Хотя это и не является успешной атакой на ключ, данный факт показывает возможною слабость шифра при инициализации состояния."